# Lyceum Sancta Maria

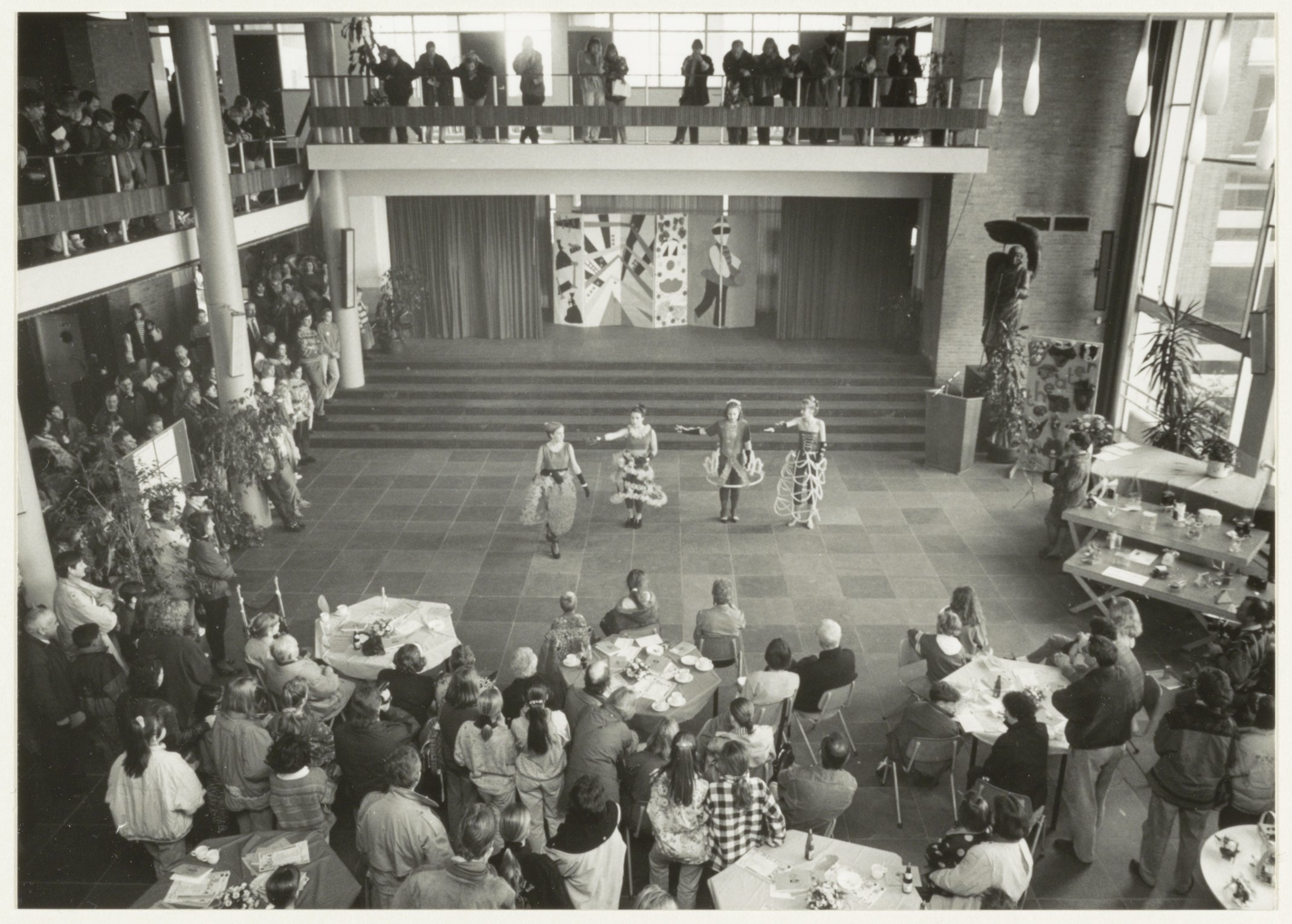
Modeshow in de aula (1992)

Het Lyceum Sancta Maria, ook wel kortweg Sancta Maria of Het Sancta is een school voor havo, atheneum en gymnasium in Haarlem. De school is gelegen aan de Van Limburg Stirumstraat in Haarlem Zuid-West.

## Geschiedenis
Lyceum Sancta Maria werd opgericht in 1931. Aanvankelijk was het een gymnasium voor meisjes, maar vanaf eind jaren zestig werden ook jongens toegelaten. In het schooljaar 2010/2011 werd het schoolgebouw uitgebreid en gerenoveerd. In deze periode was de school tijdelijk gehuisvest in Schalkwijk, waarna het in de zomer van 2011 terugkeerde naar het vernieuwde schoolgebouw.

## Unesco
In 2015 heeft de school zich aangesloten bij het netwerk van Unesco-scholen, daardoor hebben de thema’s duurzaamheid, intercultureel leren, wereldburgerschap en vrede en mensenrechten, een centrale plaats in het onderwijs gekregen. Dit krijgt o.a. vorm door uitwisselingen met (buitenlandse) scholen.
De academische onderzoeksvaardigheden zijn geborgd door de samenwerking van won-scholen die met elkaar ‘onderzoekend leren en leren onderzoeken’, centraal stellen.
Voor de lessen lichamelijke opvoeding wordt onder meer gebruikgemaakt van de faciliteiten van de nabijgelegen Koninklijke HFC.

## Slagingspercentage
2016-2017
Havo: 95%
Vwo:91%
2017-2018
Havo: 91%
Vwo: 92%

## Bekende oud-leerlingen
- Hans Hoogervorst, politicus, minister van Financiën en Volksgezondheid[1]
- Paul Rosenmöller, politicus, fractievoorzitter GroenLinks, voorzitter VO-raad
- Doeschka Meijsing, schrijfster
- Patty Zomer (1974-1979), zangeres Dolly Dots, styliste, presentatrice
- Ard van der Steur, politicus, minister van Veiligheid en Justitie[2]
- Rudy Bouma (1985-1990), verslaggever, NOS correspondent
- Gertjan Tamerus, voetballer
- Thijs Römer (1990-1995), acteur[3]
- Niels Geusebroek en Frans van Essen, zanger en gitarist van popgroep Silkstone
- Frank Korpershoek (1997-2003), voetballer
- Jesse Huta Galung (1998-2003), tennisser
- Bart van Liemt, leadzanger van The Sheer
- Inge Schrama (1998-2000), actrice
- Esmee Visser (2008-2014), langebaanschaatsster
- Jordy Bruijn (2008-2013), voetballer
- Pelle Clement (2008-2013), voetballer